# Jean-Baptiste Van Mons

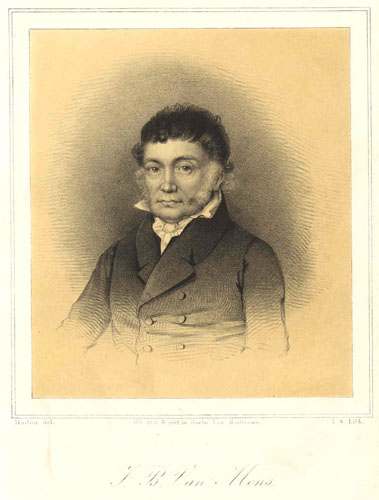
Jean-Baptiste Van Mons, door Jean-Baptiste Madou.

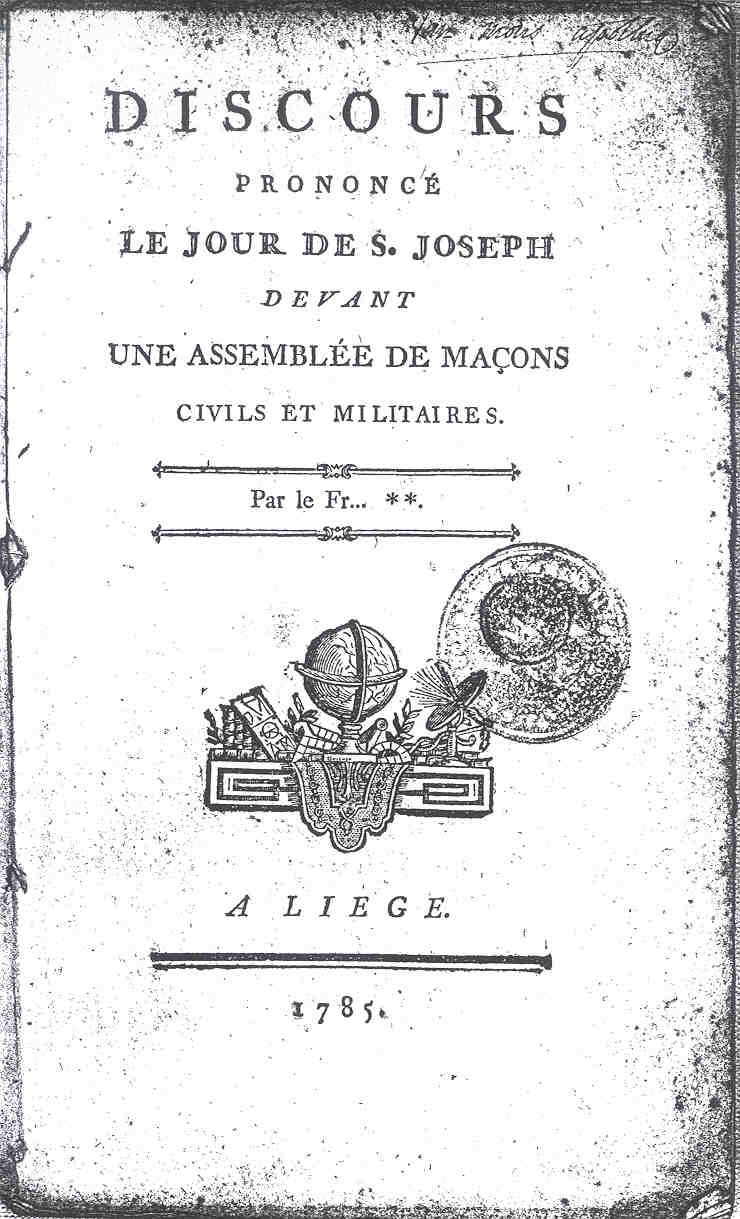
Discours prononcé le jour de S. Joseph devant une assemblée de maçons, Liège, 1785, boek met de handtekening van Jean-Baptiste Van Mons: "Van Mons apothic:"

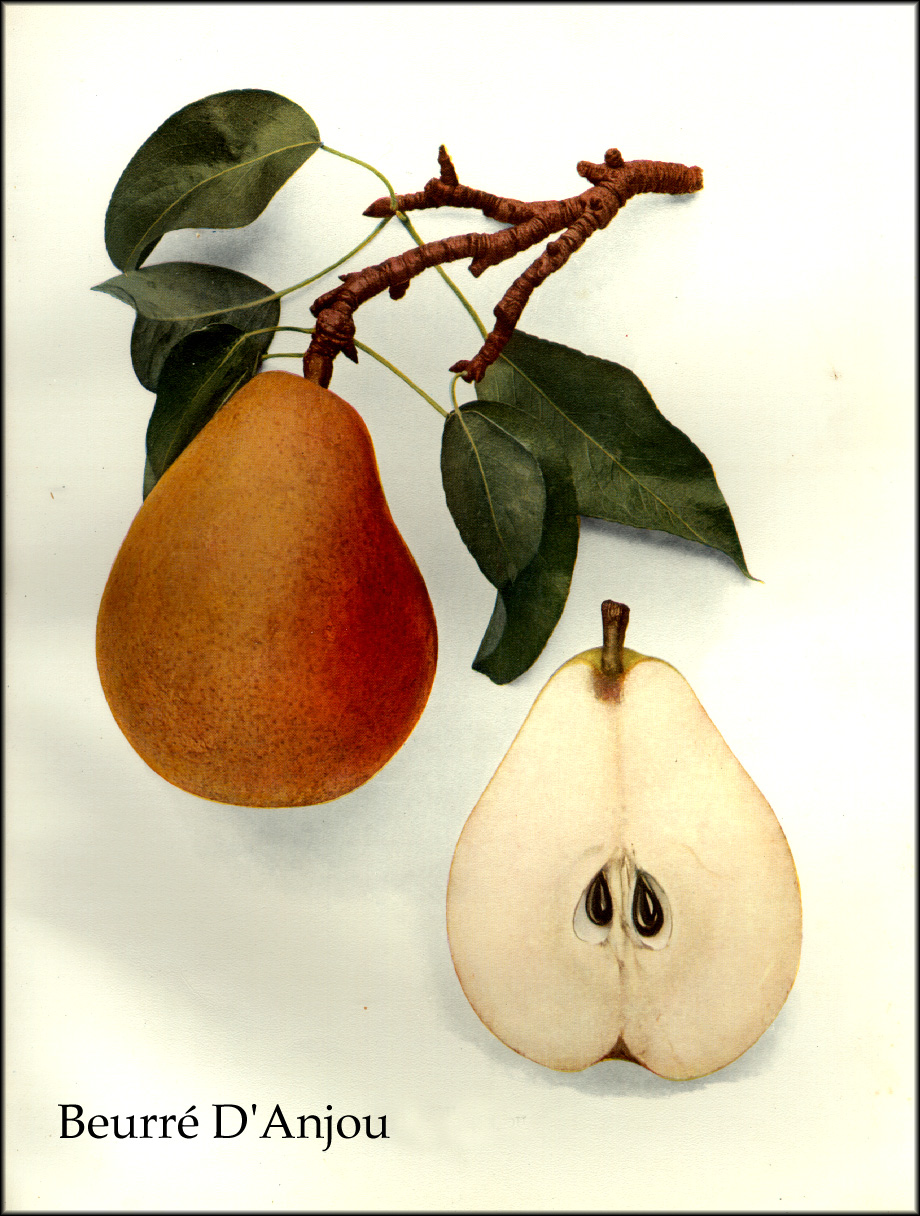
Beurré d'Anjou (The Pears of New York (1921) door Ulysses Prentiss Hedrick)

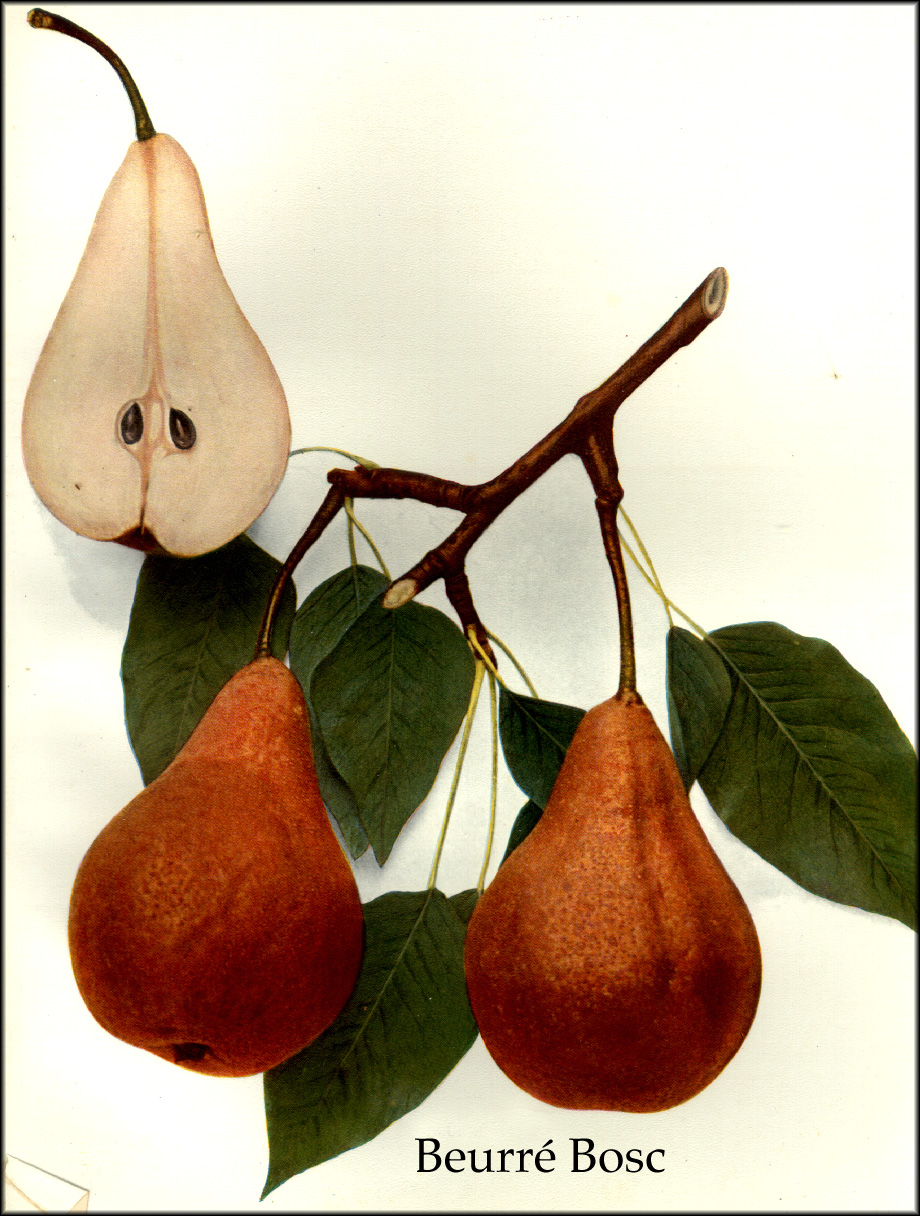
Beurré Bosc (The Pears of New York (1921) door Ulysses Prentiss Hedrick))

Jean-Baptiste Van Mons (Brussel, 11 november 1765 - Leuven, 6 september 1842) was een scheikundige, botanicus, horticulturist en agronoom die in de tweede helft van zijn carrière actief betrokken was in het kweken van peren. Van 1817 tot 1835 was hij als hoogleraar scheikunde, farmacie en landbouwkunde verbonden aan de Rijksuniversiteit Leuven.
Zijn humaniora volgde hij in Turnhout. Hij werd leerjongen van een apotheker en kreeg in september 1787 voor dat beroep het getuigschrift. Later haalde hij het diploma van doctor in de geneeskunde. Op scheikundig gebied was hij een vurig aanhanger van Lavoisier, met name wat betreft het ontkrachten van de phlogistontheorie.
Hij schreef vrijwel uitsluitend in het Frans; in 1788 vercheen in Amsterdam wel een kleine verhandeling van hem met als titel: Schets van eigenschappen dewelke in een waar apotheker vereischt worden, terwijl in het derde en laatste jaarboek van het Antwerps Genootschap voor Geneeskunde een Nederlandstalige bijdrage van hem uit 1798, over galvanisme, werd gepubliceerd.
Hij nam deel aan de Brabantse Omwenteling en werd als aanhanger van Jan Frans Vonck opgesloten in de Hallepoort. Na twee maanden opsluiting werd hij bij gebrek aan bewijs vrijgelaten. In de scheikunde was hij onder de invloed van Antoine Lavoisier een van de eerste actieve aanvallers van de Flogistontheorie in de Nederlanden. Politiek geraakte hij in de invloedssfeer van Claude Roberjot, door de Nationale Conventie aangesteld met het beheer van het Noorden. Van Mons fungeerde voor Roberjot als een invloedrijk adviseur. Dankzij deze contacten werd hij ook geïntroduceerd in de Parijse wetenschappelijke kringen en ontmoette hij vele Europese wetenschappers. Tot zijn leerlingen behoren Louis Melsens, Jean Servais Stas en Laurent-Guillaume de Koninck.
Van Mons staat bekend als de initiatiefnemer van het eerste wetenschappelijk onderbouwde kweekprogramma voor peren door middel van zaadselectie. In Brussel had hij een eigen proeftuin aangelegd met tachtigduizend zaailingen, waar hij experimenteerde met allerlei variëteiten. Toen de grond in 1819 werd onteigend voor bouwgrond bracht hij een gedeelte van zijn fruitsoorten over naar Leuven.
Vanaf 1815, in het Verenigd Koninkrijk der Nederlanden, werkte hij mee aan de Pharmacopoea Belgica, die op basis van een koninklijk besluit werd samengesteld.
In een relatief korte periode slaagde hij er als actief perenkweker in niet minder dan 40 perenvariëteiten te selecteren, waaronder de in Noord-Amerika nog veelvuldig geteelde cultivars Beurré d'Anjou en Beurré Bosc (ook gekend als Kaiser), beide vlezige soorten met een boterige (vandaar Beurré) smaak. Ook de Dubbel Flip (of Belle Fleur) werd door hem ontwikkeld.
Ook in de druiventeelt werd hij bekend, onder meer als kweker van de Frankentaler "De Coster", een variant op de Frankentaler. In 1835 publiceerde hij zijn bevindingen in het naslagwerk "Pomonomie belge".
In het centrum van Leuven is een straat naar hem vernoemd.